# Герб Арылахского наслега (Вилюйский улус)
Герб муниципального образования сельское поселение «Арылахский наслег» Вилюйского улуса Республики Саха (Якутия) Российской Федерации.
Герб утверждён Решением 6-й сессии Арылахского наслежного Совета № 19 от 3 апреля 2009 года.
Герб внесён в Государственный геральдический регистр Российской Федерации под регистрационном номером 6423.

## Описание герба
«В пересечённом лазоревом и зелёном поле в лазури — возникающий наполовину из-за линии сечения золотой безант; поверх всего внизу — серебряный стоящий и обернувшийся якутский конь с пышными развевающимися гривой и хвостом, вверху — летящий вправо серебряный же сокол».

## Описание символики
15 декабря 2010 года на IX очередной сессии наслежного Совета МО «Арылахский наслег» Вилюйского улуса (района) Республики Саха (Якутия) было принято Положение «О Порядке использования символики муниципального образования „Арылахский наслег“ Вилюйского улуса (района) Республики Саха (Якутия)».